# Xantolis shweliensis
Xantolis shweliensis är en tvåhjärtbladig växtart som först beskrevs av William Wright Smith, och fick sitt nu gällande namn av Pieter van Royen. Xantolis shweliensis ingår i släktet Xantolis och familjen Sapotaceae. Inga underarter finns listade i Catalogue of Life.